# Štepnické rameno
Štepnické rameno je chráněný areál ve správním území města Skalica v okrese Skalica v Trnavském kraji na Slovensku. Území bylo vyhlášeno v roce 1989 a jeho rozloha je 2,14 hektaru. Předmětem ochrany jsou pozůstatky mrtvých ramen levobřežní nivy řeky Moravy s výskytem chráněných a ohrožených druhů vodních a mokřadních rostlin a živočichů.